# Луиса Фернанда — Замке љубави
Луиса Фернанда – Замке љубави (шп. Luisa Fernanda) венецуеланска је теленовела, продукцијске куће RCTV, снимана 1999.
У Србији је приказивана почетком 2000-тих на локалним телевизијама.

## Синопсис
Три прелепе и очаравајуће девојке лудо се заљубљују не размишљајући о последицама. Упркос њиховој наивности, научиће да играње са љубављу живот скупо наплаћује. Луиса Фернанда је брзоплета и богата, одрасла у привилегијама, али то не може да надокнади недостатак љубави у њеном животу. Залуђена је Родолфом, њеним професором, кога посматра као љубавну играчку, све док та страст не постане стварна и опасна. Алехандра је сталожена и коректна, заљубљује се једног мушкарца не знајућу да је ожењен. Овај љубавни однос угрозиће њену и будућност њеног детета. И сиромашна Миријам, која чезне за најбогатијим и најлепшим младићем на факултету. Храброст ових жена, са којом иду кроз живот, помоћи ће им да се подигну духовно, даће им мудрост и унутрашњу снагу потребну за проналажење чисте и праве љубави.

## Улоге
| Глумац:                | Улога:                     |
| ---------------------- | -------------------------- |
| Скарлет Ортиз          | Луиса Фернанда Риера       |
| Гиљермо Перез          | Родолфо Арисменди          |
| Ђул Буркле             | Густаво Казан              |
| Флавио Кабаљеро        | Игнасио Риера              |
| Кристол Карабал        | Миријам Линарес            |
| Енри Сото              | Фабијан Салгадо            |
| Дора Мацоне            | Алисија Суарез             |
| Кони Фуентес           | Доња Лилијана де Арисменди |
| Десидерија де Каро     | Алехандра                  |
| Беатриз Валдес         | Деинора Родригез           |
| Рикардо Аламо          | Мигел Енрике               |
| Мануел Салазар         | Висензио                   |
| Иван Тамајо            | Маурисио Тоскано           |
| Карлос Гиљермо Хајдон  | Виктор                     |
| Дилија Ваикарам        | Хуанита                    |
| Хулио Сесар Кастро     | Ел Топо                    |
| Умберто Гарсија        | Хусто                      |
| Џенифер Милано         | Лаура Негрин               |
| Марија Еухенија Фаваро | Летисија Тоскано           |
| Анхел Хавијер Бастардо | Пиктуре                    |